# Laadi
El laadi és una llengua congo que es parla a la República del Congo i a Angola. El seu codi ISO 639-3 és ldi.

## A la República del Congo
A la República el Congo hi ha 90.552 laadi-parlants. Es parla al sud de la regió de Pool, a l'oest i al nord-oest de Brazzaville. En aquest estat s'hi parla el dialecte Ghaangala.

## A Angola
A Angola es parla el laadi a l'extrem nord-oest.